# 欧内斯特·巴伊·科罗马
欧内斯特·巴伊·科罗马（英語：Ernest Bai Koroma，1953年10月2日—），塞拉利昂政治家，2007年9月17日起任总统，2018年卸任。他是塞拉利昂全国人民大会党主席，出任总统前是国会反对党领袖。

## 早年生活
科罗马在塞拉利昂北部省马卡尼出生，父亲是泰姆奈族人，母亲是林姆巴族人。他在马克尼一基督教学校完成小学课程，然后在马布拉卡的一所政府开办的男子学校完成中学课程，1976年在弗里敦的一家高中毕业。1978年，科罗马开始在塞拉利昂国家保险公司工作；1985年转往另一家保险公司Ritcorp，1988年成为该公司的董事总经理，并担任该职位14年。

## 政治生涯
2002年3月24日，科罗马在一次全国人民大会党全国会议中获选为该党领导人，并在2002年5月的大选中代表该党参选总统，以22.3%的选票落败于竞逐连任的塞拉利昂人民党领导人艾哈迈德·泰詹·卡巴总统；但在国会议员选举中则在邦巴利区胜出。
2005年6月，科罗马被塞拉利昂最高法院剥夺全国人民大会党领导人的职位，9月复职。全国人民大会党内的内部矛盾亦于2007年4月得到解决：科罗马获党内反对者接纳为该党在2007年大选的总统候选人。2007年7月23日早上，曾在1992年发动政变推翻全国人民大会党政权的汤姆·尼乌马（Tom Nyuma）被指试图进入科罗马在博城的酒店房间，刺杀科罗马，尼乌马被科罗马的守卫打至重伤，需入院接受治疗。但也有指所谓的企图行刺只是为打伤尼乌马而编造的藉口。
2007年8月1日举行总统选举的第一轮投票，科罗马获得44.3%的选票，领先获得38.3%的执政塞拉利昂人民党候选人所罗门·贝雷瓦副总统。第二轮投票在9月8日举行，9月17日，选举委员会宣布科罗马获得54.6%的选票当选总统，同日稍后宣誓就职。
2023 年 12 月，欧内斯特·贝·科罗马在 2023 年 11 月 26 日示威期间发生的事件（塞拉利昂当局将其描述为一次未遂政变）经过两天审讯后被软禁。 （页面存档备份，存于）.